# Изоксазол
Изоксазол является азолом с атомом кислорода, расположенным рядом с азотом. Это также класс соединений, содержащих изоксазольное кольцо.
Изоксазолил является одновалентным радикалом, полученным из изоксазола.
Изоксазольное кольцо можно найти в некоторых натуральных продуктах, таких как иботеновая кислота. Изоксазолы также образуют основу для ряда лекарственных средств, в том числе для ЦОГ-2 ингибиторов вальдекоксиба (Bextra) и агонистов нейромедиаторов АМРА. Производное, фуроксан, является донором оксида азота.
Изоксазолильная группа обнаружена во многих антибиотиках, устойчивых к бета-лактамазе, таких как клоксациллин, диклоксациллин и флуклоксациллин.
Синтетический андрогенный стероид даназол также имеет изоксазольное кольцо.